# 罗山咀贝丘遗址
罗山咀贝丘遗址，位于中国广东省江门市新会区会城街道都会村，为一新石器时代中晚期遗址，距今4000余年。出土文物有石器、骨器、蚌器、陶器等。另外，还发现一座女性墓葬，广东省最早发现的瓮棺葬。
1957年夏，广东省文物普查队探掘此遗址。后因修建道路，遗址基本破坏殆尽。2004年，列入新会区文物保护单位。